# Hypogäum

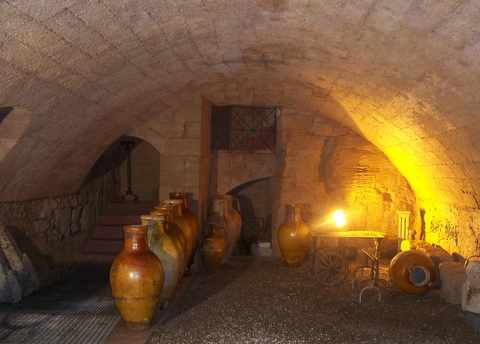
Hypogäum Ipogeo De Beaumont Bonelli Bellacicco in Tarent

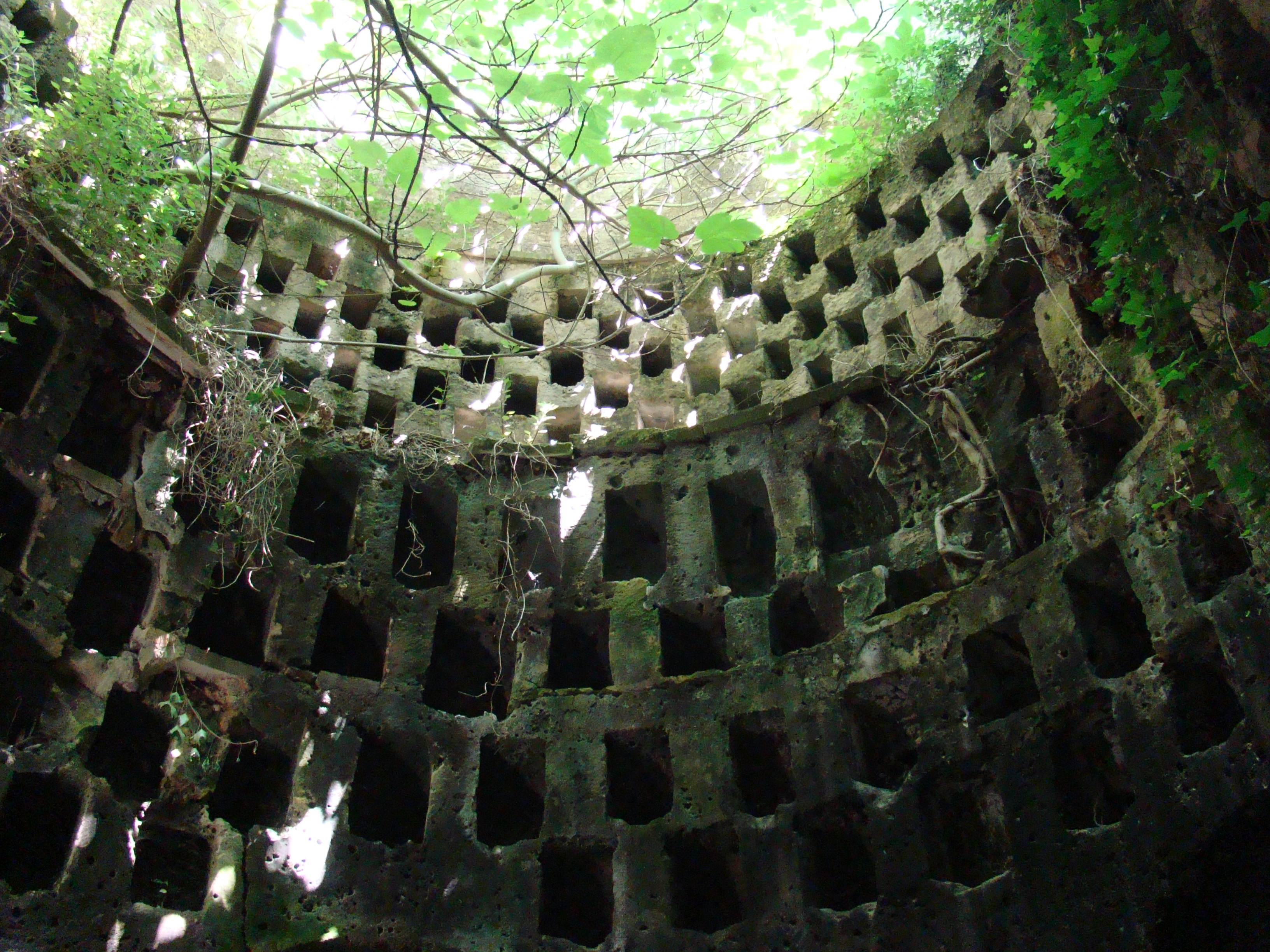
Hypogäum Torre Pinta in Otranto

Ein Hypogäum (lat. hypogeum, gr. hypógeion, von hypo „unter“ und gẽ „Erde“, „das unter der Erde Liegende“) ist ein unterirdischer, mit einem Gewölbe versehener Grabbau.
Der Begriff wird vornehmlich für heidnische Anlagen als Abgrenzung zu den christlich definierten Katakomben verwendet. Andererseits gibt es eine bronzezeitliche Kultur namens Katakombengrab-Kultur. In der Fachliteratur wird der Ausdruck auch im christlichen Kontext benutzt. Die Zeitspanne reicht von der Steinzeit bis hin zur Römerzeit. 
Aus der Jungsteinzeit stammen beispielsweise das berühmte Hypogäum von Ħal-Saflieni auf Malta und der Brochtorff Circle in der Nähe der Ġgantija bei Xagħra auf Gozo. 
Der Einfluss des griechisch-römischen Toten- bzw. Heroenkultes in Verbindung mit den Hypogäen auf christliche Grabbauten und Basiliken wird in der Fachwelt diskutiert. Es bestehen zum Beispiel Ähnlichkeiten zwischen dem Hypogäum des Theoderich I. in Ravenna mit den christlichen Märtyrergräbern und -kapellen in Syrien. Bemerkenswert ist das mit Fresken bemalte Hypogäum der drei Brüder von Palmyra. Dieses stammt aus byzantinischer Zeit.
Beispiele aus jüngerer Zeit sind das Hypogäum beim Silivri-Kapi in Istanbul und das Hypogäum Flaviorum. Hypogäen aus römischer Zeit aus dem norditalischen und apulischen Raum sind beispielsweise die Hypogäen von Trinitapoli und das Hypogäum von Torre Pinta bei Otranto. In Deutschland sind eine Reihe Hypogäen von römischen Gräberfeldern bekannt. Prominentes Beispiel ist das sogenannte Römergrab in Köln-Weiden.
Während der Begriff Hypogäum im Griechischen bis heute schlicht für „Keller“ steht, bezeichnet dieser in anderen Sprachen jede unterirdische Anlage unter einem antiken Bauwerk. Bekannt war das Hypogäum des Kolosseums in Rom. Dort handelte sich dabei um ein verzweigtes, kompliziertes System von Gängen, Falltüren und Flaschenzügen, durch das Gladiatoren oder wilde Tiere durch eine sich öffnende Falltür relativ plötzlich und zur Überraschung der Zuschauer in die Arena gebracht werden konnten.
Als Hypogäen bezeichnet man auch unterirdische Pilze mit knolligen Fruchtkörpern, z. B. Trüffel.